# KwaZulu

Bandeira de KwaZulu (1985-1994).

KwaZulu.

KwaZulu foi um bantustão criado pelo governo sul-africano antes das eleições democráticas de 1994 (durante o regime do apartheid) para ali agrupar os sul-africanos falantes da língua zulu, na antiga província do Natal, actual província de Cuazulo-Natal.
Este bantustão tem as suas raizes na Zululândia, uma "reserva" para nativos zulus estabelecida pelos britânicos na colónia do Natal no século XIX. Mais tarde, o governo do Partido Nacional organizou territórios separados para os brancos negros e mestiços ou de outra "raça". Em 1959 foram nomeadas autoridades tribais e regionais para o KwaZulu. Em 1972, o bantustão foi finalmente instituído com "autonomia", a autoridade territorial transformada numa "assembleia legislativa" e Mangosuthu Buthelezi, um chefe tribal, nomeado "ministro-chefe".
O território deste bantustão era relativamente grande (ocupando cerca de metade da então província de Natal), mas formado por um grande número de entidades separadas, incluindo uma na costa, encostada à fronteira com Moçambique. É importante reter que os zulus são cerca de 7 milhões, a maioria dos quais vivendo no Cuazulo-Natal.
| Bantustões da era do apartheid na África do Sul                                                                     |
| Bophuthatswana \| Ciskei \| Gazankulu \| KaNgwane \| KwaNdebele \| KwaZulu \| Lebowa \| QwaQwa \| Transkei \| Venda |